# Iglesia parroquial de San Juan Bautista (San Juan de Moró)
La iglesia parroquial de San Juan de Moró (Provincia de Castellón, España) fue construida en el año 1887, cuando era un núcleo de apenas diez o doce casas. 
Se situó en el centro geográfico de los núcleos colindantes. Ya en 1910 el obispo de Tortosa nombra un vicario. En 1941 se construye el altar mayor, hoy desaparecido. En 1945 se erige el campanario. En 1968 sufrirá una gran reforma desapareciendo bastantes elementos decorativos.
La iglesia es de planta rectangular de gran diafanidad, bóveda de medio punto y capillas colaterales. Importancia dentro de la misma, tiene la escalera de caracol que asciende al coro, toda ella en madera, la imagen Virgen de Dolores, un Cristo con imitación de talla románica, la capilla del sagrario y dos vidrieras de Fernando Vicent, representando iconográficamente a San Juan y San Miguel.